# 고전초등학교 고남분교
고전초등학교 고남분교는 대한민국 경상남도 하동군에 있었던 공립 초등학교이다.

## 학교 연혁
- 1971년 9월 2일 : 고전국민학교 고남분교로 개교
- 1976년 3월 2일 : 고남국민학교로 개편
- 2019년 3월 1일 : 고전초등학교 고남분교로 개편
- 2021년 2월 28일 : 폐교

## 참고 자료
- 고전초등학교 고남분교 - 한국교육학술정보원 학교알리미